# Stephaniella paraphyllina
Stephaniella paraphyllina là một loài Rêu trong họ Gymnomitriaceae. Loài này được J.B. Jack mô tả khoa học đầu tiên năm 1894.